# Sure (Unternehmen)
Sure ist ein britisches Telekommunikationsunternehmen und Tochtergesellschaft der Batelco. 
Das Unternehmen bietet Telekommunikationslösungen auf den Inseln 
- Isle of Man
- Jersey
- Guernsey

als Sure Channel Islands & Isle of Man 
sowie auf den 
- Falklandinseln
- St. Helena und
- Ascension sowie
- Diego Garcia

als Sure South Atlantic & Diego Garcia an.
Sure South Atlantic & Diego Garcia ist der einzige Telekommunikationsanbieter auf den jeweiligen Inseln.